# Orizón
Orizón (llamada oficialmente Santa Comba de Orizón) es una parroquia y un barrio español del municipio de Castro de Rey, en la provincia de Lugo, Galicia.

## Otras denominaciones
La parroquia también es conocida por el nombre de Santa Comba do Orizón.

## Organización territorial
La parroquia está formada por siete entidades de población:
- As Pedreiras
- Casariño
- Freinobal
- O Castro
- Orizón
- Quintela
- Santa Comba

## Demografía

### Parroquia
| Gráfica de evolución demográfica de Orizón (parroquia) entre 2000 y 2019 |
|                                                                          |
| Datos según el nomenclátor publicado por el INE.                         |

### Barrio
| Gráfica de evolución demográfica de Orizón (barrio) entre 2000 y 2019 |
|                                                                       |
| Datos según el nomenclátor publicado por el INE.                      |